# Modisimus selvanegra
Modisimus selvanegra is een spinnensoort uit de familie trilspinnen (Pholcidae). De soort komt voor in Nicaragua.